# مقاطعة باكدشت
مقاطعة باكدشت (بالفارسية: شهرستان پاکدشت) هي إحدى مقاطعات محافظة طهران في إيران. كان عدد سكان المقاطعة سنة 2006 حوالي 240,841 نسمة.